# Furcoppia dentata
Furcoppia dentata är en kvalsterart som beskrevs av Grobler 2003. Furcoppia dentata ingår i släktet Furcoppia och familjen Astegistidae. Inga underarter finns listade i Catalogue of Life.